# Хорнаван
Хорнаван (на шведски: Hornavan) е 8-то по големина езеро в Швеция (лен Норботен). Площ 262,4 km², обем 11,23 km³, средна дълбочина 45,8 m, максимална 221 m (най-дълбокото шведско езеро).

## Географско характеристика
Езерото Хорнаван е разположено в северната част на Швеция, в историко-географската област Лапландия, в югозападната част на лена Норботен. То заема дълбока, дълга и тясна тектонска котловина с ледников произход. Има стръмни, скалисти и силно разчленени брегове с дължина 373 km, дължина от северозапад на югоизток 66 km и максимална ширина 10 km. Бреговете му са изпъстрени с множество малки заливи, полуострови, а в него има над 400 предимно малки островчета, като най-голям е остров Екесуоло, разположен в крайната му северозападна част. В северозапната му част до селцето Йеквик се влива река Шелефтеелвен, която изтича от югоизточната му част при град Арьеплог и след като премине през големите езера Удяуре и Стураван се влива в северната част на Ботническия залив на Балтийско море.
Водосборният басейн на Хорнаван е с площ 4208 km², като малка част от него е на норвежка територия. Разположено е на 425 m н.в., като колебанията на водното му ниво през годината са незначителни и плавни, с малко по-високо ниво през лятото. По този начин годишният му отток е почти постоянен и с малки отклонения. Замръзва през ноември, а се размразява през май.

## Стопанско значение, селища
В езерото се извършва транспортно и туристическо корабоплаване. Обект е на воден туризъм. Голяма част от множеството му островчета притежават характерна флора и фауна. Цялото езеро се слави с чиста околна среда и е обект на множество екологични изследвания. По силно разчленените му брегове и заливи са разположени няколко предимно малки населени, като най-голямо е град Арьеплог.

## Биоразнообразие
В Хорнаван се срещат част от видовете, характерни за скандинавската фауна. Такива са повечето видове пъстърва. Но наред с типичните за областта, в езерото могат да бъдат открити и специфични видове пъстървоподобни риби – Coregonus pallasii, Coregonus megalops, Coregonus maxillaries, Coregonus nilssoni и Coregonus widegreni. През 40-те години на 20 век, езерото изкуствено е зарибено и с Coregonus maraena.